# روزولت اسکریت
روزولت اسکریت (انگلیسی: Roosevelt Skerrit؛ زادهٔ ۸ ژوئن ۱۹۷۲) یک سیاست‌مدار اهل دومینیکا است.

## نخست‌وزیر:[۱]
روزولت اسکریت پس از مرگ پیر چارلز در ژانویه ۲۰۰۴ نخست‌وزیر شد. در زمان مرگ پیر چارلز، اسکریت نماینده مجلس در حوزه انتخابیه ویل کیس بود، سمتی که وی از زمان انتخابش در فوریه ۲۰۰۰ به عهده داشت. علاوه بر عنوان نخست‌وزیری، همچنین به عنوان وزیر دارایی و وزیر امور خارجه خدمت کرده و رهبر سیاسی حزب کارگر دومنیکا است.
اسکریت با به قدرت رسیدن جوان‌ترین رئیس دولت جهان شد و از جوزف کابیلا از جمهوری دموکراتیک کنگو پیشی گرفت. اسکرریت با پیروزی حزب خود در انتخابات مه ۲۰۰۵، به اولین رهبر ملی منتخب دموکراتیک در جهان که متولد دهه ۱۹۷۰ است تبدیل شد. از دسامبر ۲۰۱۰ جوان‌ترین رئیس دولت در نیمکره غربی و سومین نخست‌وزیر جوان در جهان باقی ماند. تنها اندی روژلینا از ماداگاسکار و ایگور لوستسیک از مونته‌نگرو از او پیشی گرفتند.